# José Maria Gonzaga
José Maria Gonzaga (em italiano:  Giuseppe Maria Gonzaga; Guastalla, 20 de abril de 1690 – Guastalla, 15 de agosto de 1746) foi um nobre italiano, membro do ramo dos Guastalla, da Casa de Gonzaga.
Foi sexto e último Duque de Guastalla de 1729 até à sua morte.

## Biografia

### Infância e juventude
Ele era o filho mais novo do duque Vicente Gonzaga e de Maria Vitória Gonzaga, filha de seu primo Ferrante III Gonzaga, duque de Guastalla.
Era o irmão mais novo do duque António Ferrante Gonzaga, a quem sucedeu em 1729.
Em 1714 mudou-se para o Reino de Nápoles para tomar posse dos territórios paternos (o Condado de San Paolo), mas nos primeiros meses do ano seguinte, já regressara ao norte de Itália, mais precisamente a Veneza  depois de assinar uma procuração para a tia Leonor Gonzaga, abadessa num mosteiro napolitano.
Em Veneza, José Maria foi vigiado por servos de seu irmão António Ferrante, devido aos crescentes sintomas de demência : meio paralítico, tinha muitos tiques e manias; começava a chorar sem razão e o pânico de ser assassinado fazia com que não conseguisse sair do quarto. O exílio em Veneza terminou apenas em 30 de abril de 1729, quando foi obrigado a regressar a Guastalla para tomar posse do ducado, dada a morte repentina, sem descendência, de seu irmão.

### Reinado
Em Guastalla, o novo duque chegou sob condições físicas e psíquicas que impossibilitavam o exercício do poder, que permaneceu nas mãos do primeiro-ministro conde Pomponio, Conde de Spilimberg. No entanto, essas condições também eram bem conhecidas em Viena (Guastalla era feudo imperial), de modo que apenas cinco dias após a tomada do poder (5 de maio de 1729), a corte imperial enviou o seu próprio inspetor para verificar se José Maria estaria apto para exercer o poder no ducado. Após a visita, foi declarado que o duque poderia vir a melhorar e, portanto, não foi deposto; a título cautelar, no entanto, o Tribunal Imperial ordenou o seu casamento com uma princesa alemã, Leonor de Schleswig-Holstein-Sonderburg-Glücksburg (1715-1760), filha do Duque Leopoldo de Schleswig-Holstein-Sonderburg-Wiesenburg (1674-1744) e de Maria Isabel von und zu Liechtenstein (1683-1744): o casamento foi celebrado em 29 de março de 1731, mas não teve descendência.
Com a Guerra da Sucessão da Polónia (1733), a Itália foi afetada por diversas campanhas e confrontos militares. A neutralidade de Guastalla não foi respeitada pelos franco-espanhóis-sardos, que pretendiam ocupar a fortaleza estratégica da cidade como base para suas operações contra os austríacos no norte da Itália. Por prudência, no final de 1733, a duquesa retirou-se para Veneza com o marido. Alguns meses mais tarde, a cidade foi conquistada pelos franco-sardos, comandados por Carlos Emanuel III de Saboia, que entraram em confronto com os austríacos na Batalha de Guastalla (19 de setembro de 1734). Após a vitória dos franco-sardos, a cidade permaneceu em suas mãos até 1736, quando foi devolvida ao legítimo duque que retornou, com o compromisso para manter uma guarnição espanhola na cidade.
Os duques recuperaram a posse de um ducado arruinado, devastado pela guerra, esmagado pela obrigação de manter a onerosa guarnição espanhola: a duquesa - com o apoio de Viena - conseguiu expulsar Spilimberg da regência (1739) e obter para si mesma a regência do marido deficiente.
Em 1746, Guastalla esteve novamente envolvida em conflitos europeus durante a Guerra da Sucessão da Áustria: o exército Imperial de Maria Teresa da Áustria e de Carlos Emanuel III (desta vez aliado ao Império) bombardeou a cidade para expulsar a guarnição espanhola, ocupando-a a 3 de abril de 1746. Pouco antes, os duques haviam fugido para Pádua, de onde José Maria nunca mais regressou. De fato, ele morreu a 15 de agosto desse ano devido a um derrame.
Como do casamento com Leonor não houve descendência, o ducado de Guastalla foi vendido ao Sacro Império Romano, na figura de Maria Teresa da Áustria, como imperatriz e duquesa de Milão e, dois anos depois, pelo Tratado de Aquisgrão (1748), tornou-se parte do Ducado de Parma e Placência, ao qual se manteve vinculado até 1847, ano em que passou para o controle do Ducado de Módena e Reggio.